# Inocutis
Inocutis is een geslacht van schimmels behorend tot de familie Hymenochaetaceae. De typesoort is Inocutis rheades.

## Soorten
Volgens Index Fungorum telt het geslacht 9 soorten (peildatum december 2022):
| Soortnaam                                 | Auteur(s)                                       | Publicatiejaar |
| ----------------------------------------- | ----------------------------------------------- | -------------- |
| Inocutis dryophila                        | (Berk.) Fiasson & Niemelä                       | 1984           |
| Inocutis jamaicensis                      | (Murrill) A.M. Gottlieb, J.E. Wright & Moncalvo | 2002           |
| Inocutis levis                            | (P. Karst.) Y.C. Dai                            | 2000           |
| Inocutis ludoviciana                      | (Pat.) T. Wagner & M. Fisch.                    | 2002           |
| Inocutis porrecta                         | (Murrill) Baltazar                              | 2010           |
| Inocutis rheades (Vosrode weerschijnzwam) | (Pers.) Fiasson & Niemelä                       | 1984           |
| Inocutis subdryophila                     | Y.C. Dai & H.S. Yuan                            | 2005           |
| Inocutis tamaricis                        | (Pat.) Fiasson & Niemelä                        | 1984           |
| Inocutis texana                           | (Murrill) Seb. Martínez                         | 2006           |